# Allophileurinus cavifrons
Allophileurinus cavifrons är en skalbaggsart som beskrevs av Dupuis och Roger Paul Dechambre 2001. Allophileurinus cavifrons ingår i släktet Allophileurinus och familjen Dynastidae. Inga underarter finns listade i Catalogue of Life.